# Julian LeFay
Julian LeFay (30 de octubre de 1965 - 22 de julio de 2025), nacido como Benni Jensen, fue un programador, diseñador de videojuegos y músico danés, mejor conocido por su trabajo en The Elder Scrolls: Arena, The Elder Scrolls II: Daggerfall y An Elder Scrolls Legend: Battlespire .

## Biografía
LeFay nació como Benni Jensen el 30 de octubre de 1965 en Dinamarca.
Al principio de su carrera, LeFay trabajó en proyectos para PC, Amiga y NES, realizando tareas de programación y componiendo música para juegos como ¿Dónde está Wally?  y Sword of Sodan . 
Conocido como el "Padre de The Elder Scrolls", LeFay se unió a Bethesda Softworks poco después de la creación de la compañía en 1987. Ocupó el puesto de Ingeniero Jefe y dirigió la compañía a través de la creación de algunos de sus juegos seminales, como The Terminator 2029, Arena, Daggerfall y Battlespire .   La deidad de The Elder Scrolls, Julianos, está basada en él. Trabajó brevemente en The Elder Scrolls III: Morrowind como contratista después de dejar Bethesda en 1998. También trabajó brevemente en Sega,  y participó en la producción de Skullgirls. : 3:05:30 
En 2019, LeFay cofundó el estudio de juegos independiente OnceLost Games con los exdesarrolladores de Bethesda Ted Peterson y Vijay Lakshman, y anunció que trabajarían en un nuevo juego de rol de mundo abierto llamado The Wayward Realms, que serviría como sucesor espiritual de Daggerfall. Aunque inicialmente un editor importante les ofreció 8 millones de dólares, el equipo rechazó la oferta porque creían que no podrían hacer el juego por menos de doce millones.  The Wayward Realms se presentó por primera vez en 2021.  El 30 de mayo de 2024, OnceLost Games lanzó una campaña de Kickstarter con un objetivo de financiación de 500.000 dólares para respaldar un año de desarrollo en una versión de acceso anticipado, destinada a ser utilizada para asegurar apoyo adicional de los editores.  La campaña se financió con éxito.
En enero de 2021, LeFay asumió el cargo de director de tecnología de Licorice, donde fue responsable del desarrollo de los servidores y la infraestructura técnica de la empresa. Anteriormente, fue vicepresidente de investigación y desarrollo en Blockbuster y trabajó en recuperación de información y análisis de lenguaje natural . Durante su trabajo en Blockbuster, LeFay aprendió griego antiguo y desarrolló un analizador para dicho idioma. : 2:26:10 
El 17 de julio de 2025, OnceLost Games anunció que LeFay había estado luchando contra un cáncer terminal, lo que le obligó a alejarse de la compañía y del desarrollo de The Wayward Realms. Murió ese mismo mes, el 22 de julio, a los 59 años.  Ted Peterson escribió que LeFay eligió "vivir sus últimos momentos rodeado de sus seres queridos", y señaló que "incluso durante su enfermedad, continuó compartiendo su visión con nuestro equipo, asesorando a nuestros desarrolladores y asegurándose de que cada aspecto del juego reflejara su compromiso de crear algo verdaderamente extraordinario".  Todd Howard, productor ejecutivo de Bethesda, dijo que LeFay "fue la fuerza impulsora en la creación de The Elder Scrolls y los cimientos de Bethesda como estudio de juegos", afirmando que "en pocas palabras, sin Julian, no estaríamos aquí hoy". 

## Videojuegos
| Año           | Título                                    | Rol(es)                                 | Ref.   |
| ------------- | ----------------------------------------- | --------------------------------------- | ------ |
| 1988          | Sword of Sodan                            | Música                                  | [ 4 ]  |
| 1988          | Wayne Gretzky Hockey                      | Diseño de juegos, codificación, música. | [ 22 ] |
| 1989          | La guarida del dragón                     | Codificación (DOS)                      | [ 22 ] |
| 1991          | ¿Dónde está Wally?                        | Música                                  | [ 3 ]  |
| 1991          | The Terminator                            | Diseñador                               |        |
| 1992          | The Terminator 2029                       | Programador jefe                        | [ 23 ] |
| 1994          | The Elder Scrolls: Arena                  | Programador principal                   | [ 18 ] |
| 1996          | The Elder Scrolls II: Daggerfall          | Líder de proyecto y programador         | [ 24 ] |
| 1997          | Una leyenda de Elder Scrolls: Battlespire | Programador y diseñador principal       | [ 25 ] |
| 2002          | The Elder Scrolls III: Morrowind          | Contratista                             | [ 26 ] |
| Por confirmar | <i id="mwATQ">The Wayward Realms</i>      | Productor técnico                       | [ 5 ]  |